# Prix Stanislas Julien
Der Prix Stanislas Julien (Médaille Stanislas Julien) ist ein nach dem Sinologen Stanislas Julien benannter Preis, der seit 1875 jährlich von der Académie des Inscriptions et Belles-Lettres für bedeutende Publikationen in der Sinologie vergeben wird.

## Preisträger (in Auswahl)
| Jahr  | Preisträger                  | Ausgezeichnetes Werk |
| ----- | ---------------------------- | --- |
| 1875  | James Legge                  | The Chinese Classics |
| 1909  | Aurel Stein                  | |
| 1916  | Bernhard Karlgren            | |
| 1918  | Samuel Couling               | Encyclopaedia Sinica |
| 1924  | Herbert Giles                | |
| 1937  | William Hung                 | |
| 1947  | Homer Hasenpflug Dubs        | The History of the Former Han Dynasty                                                                                    |
| 1949  | Étienne Lamotte              | Le traité de la grande vertu de sagesse de Nāgārjuna (Mahāprajnāpāramitāsāstra)                                          |
| 1950  | Feng Youlan                  | Hsin Yuan Dao |
| 1953  | Herbert Franke               | Sinologie |
| 1954? | Étienne Balázs               | Etudes sur la société et l'économie de la Chine médiévale. I:Le traité économique du "Souei-chou"                        |
| 1967  | David Shepherd Nivison       | The Life and Thought of Chang Hsueh-ch'eng                                                                               |
| 1972  | Jacques Gernet               | |
| 1977  | L. Carrington Goodrich       | Dictionary of Ming Biography                                                                                             |
| 1988  | Lucie Rault-Leyrat           | La cithare chinoise zheng                                                                                                |
| 1994  | Baoyun Yang                  | Contribution à l'Histoire de la Principauté des Nguyên au Vietnam méridional (1600-1775)                                 |
| 1999  | Elfriede Regina Knauer       | The Camel’s Load in Life and Death                                                                                       |
| 2000  | Robert E. Hegel              | Reading Illustrated Fiction in Late Imperial China.                                                                      |
| 2001  | Li Xiaohong                  | Céleste Dragon: Genèse de l'iconographie du dragon chinois.                                                              |
| 2002  | Marianne Bujard              | Le sacrifice au ciel dans la Chine ancienne. Théorie et pratique sous les Han occidentaux.                               |
| 2003  | Michela Buscotti             | Gravures de Hui. - Étude du livre illustré chinois (fin du XVIe s.-première moitié du XVIIe s.).                         |
| 2004  | Christian Lamouroux          | Fiscalité, comptes publics et politiques financières dans la Chine des Song                                              |
| 2005  | Mark Elvin                   | The Retreat of the Elephants: An Environmental History of China                                                          |
| 2006  | M. François Lachaud          | La jeune fille et la mort. Misogynie ascétique et représentations macabres du corps féminin dans le bouddhisme japonais. |
| 2007  | Stephen F. Teiser            | Reinventing the Wheel: Paintings of Rebirth in Medieval Buddhist Temples                                                 |
| 2008  | Christine Mollier            | Buddhism and Taoism face to face. Scripture, ritual and iconographic exchange in medieval China.                         |
| 2009  | Mark Edward Lewis            | The Early Chinese Empire. Qin and Han.                                                                                   |
| 2010  | James Rodson                 | Power of Place: The Religious Landscape of the Southern Sacred Peak in Medieval China                                    |
| 2011  | Rafe de Crespigny            | Imperial Warlord: A Biography of Cao Cao 155-220 A.D.                                                                    |
| 2012  | Pierre Marsone               | La Steppe et l’Empire. La formation de la dynastie Khitan (Liao), IVe-Xe siècles                                         |
| 2013  | Li Fanwen                    | Xixia-Chinese Dictionary                                                                                                 |
| 2014  | Endymion Wilkinson           | Chinese History : A New Manual                                                                                           |
| 2015  | Koichi Shinohara             | Spells, Images, and Mandalas. Tracing the Evolution of Esoteric Buddhist Rituals                                         |
| 2016  | Michel Vieillard-Baron       | Recueil des joyaux d’or                                                                                                  |
| 2017  | Terry Frederick Kleeman      | Celestial Masters: History and Ritual in Early Daoist Communities                                                        |
| 2018  | Patrick Wertmann             | Sogdians in China : Archaeological and art historical analyses of tombs and texts from the 3rd to the 10th century AD    |
| 2019  | Jean Levi                    | Les deux arbres de la Voie, Les entretiens de Confucius et Le Livre de Lao-Tseu                                          |
| 2020  | Stephen Owen                 | Just a Song : Chinese Lyrics from the Eleventh and Early Twelfth Centuries                                               |
| 2021  | Frédéric Constant            | Le droit mongol dans l’État impérial sino-mandchou (1644-1911), entre autonomie et assimilation                          |
| 2022  | Robert Ford Campany          | The Chinese Dreamscape, 300 BCE-800 CE                                                                                   |
| 2023  | Catherine Despeux            | Classique du Thé de Lu Yu                                                                                                |
| 2024  | Siyan Jin Léon Vandermeersch | La poétique de Liu Xie : une histoire littéraire de la Chine ancienne L’esprit de la littérature ciseleur de dragons     |